# Zitadelle von Le Palais

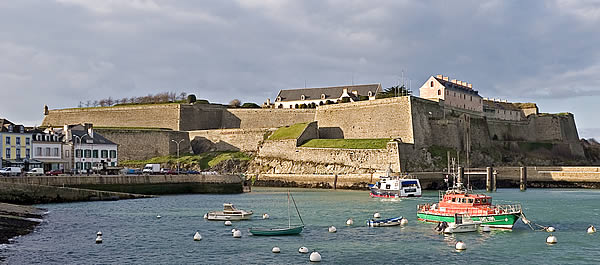
Die Zitadelle von Le Palais

Die Zitadelle von Le Palais auf der Belle-Île ist eine ehemalige Festung, die die Gemeinde Le Palais überragt und in ihren Grundzügen auf das Spätmittelalter zurückgeht.
Die Zitadelle beherrscht den Hafen des Ortes am Auslauf einer Ria. Die alte Ortschaft mit der Kirche befand sich am nördlichen Hang, bis Vauban sie auf die südliche Seite verlegen ließ, um ein Glacis zu erhalten.
Dieses Fort verteidigte die Insel gegen Piraten, Spanier und vor allem gegen die Engländer. Es wurde von den Herzögen von Retz zu einer Zitadelle ausgebaut und vom Surintendant Nicolas Fouquet verbessert. Die doppelte Außenmauer der Zitadelle, ihre Eckbastionen und Außenanlagen tragen die Handschrift von Sébastien Le Prestre de Vauban, der sich 1683, 1687 und 1689 dort aufhielt.

## Geschichte
Im frühen Mittelalter (11. Jahrhundert) wurde die Insel zunächst von Mönchen und Benediktinern aus dem Kloster Sainte-Croix de Quimperlé und der Abtei Saint-Sauveur de Redon verwaltet und geschützt.

### Der Fortin der Rohan (um 1550)
Nach dem Anschluss der Bretagne an das Königreich Frankreich (1532) sorgten sich Franz I. (regierte 1515–1547) und später sein Sohn Heinrich II. (regierte 1547–1559) um die Sicherheit der Insel, in einer Zeit, in der die Rivalität zwischen den Königreichen Frankreich, Spanien, England und dem Heiligen Römischen Reich Deutscher Nation ihren Höhepunkt erreichte. Mitte des 16. Jahrhunderts errichtete François de Rohan-Gié, Lieutenant-général der Bretagne (1544–1559), dort ein quadratisches Fort, das an den vier Ecken mit Bastionen versehen war.

### Das Fort der Gondi (1573–1658)
1573 – wenige Monate nach einem Angriff durch eine protestantische Flotte (von Februar bis Juni des Jahres fand eine erfolglose Belagerung von La Rochelle statt) – veranlasste Karl IX. (regierte 1560–1574) aus finanziellen Gründen die Mönche, Belle-Île der Familie Gondi, die den Medici nahestand, zu überlassen, damit diese dort eine Festung errichten konnte, um feindliche Angriffe abzuwehren.
Albert de Gondi (1522–1602) wurde zum Marquis de Belle-Isle (und Marschall von Frankreich) ernannt und ihm oblag nun die Aufgabe, für die Verteidigung der Insel zu sorgen. Die Gondi modernisierten das Fort und passten es an die Entwicklung der Artillerie an. Echte Bastionen mit doppelter Feuerebene wurden errichtet, die Festungsmauer wurde mit einer Fausse-Braie verdoppelt und mit einem Wehrgang versehen.

### Die Festung Fouquets (1658–1661)
1658 verkaufte Pierre de Gondi, der in finanzielle Schwierigkeiten geraten war und zudem in Streit mit Ludwig XIV. lag, Belle-Île an Nicolas Fouquet, dem Surintendant des Finances des Königs, der ihn mit der Bemerkung „Damit dieser Ort nicht in die Hände verdächtiger Personen fällt“ dazu aufgefordert hatte.
Als Nicolas Fouquet 1661 gestürzt wurde, hatte er die Insel und die Festung noch nicht besucht, jedoch von Daigremont einige Arbeiten durchführen lassen, darunter ein Logis de Plaisance in Roserière (nordwestlich von Le Palais), von dem nur noch ein verfallener Pavillon erhalten ist, der seitdem als Château le Petit Pavillon Fouquet bekannt ist; zudem ließ er den Verlauf der Anlage im Süden normalisieren und der Festung eine Demi-lune, kleine Waffenplätze, Traversen und ein Glacis im Norden und Westen hinzufügen, sowie ein rundes Pulvermagazin und ein Arsenal bauen.

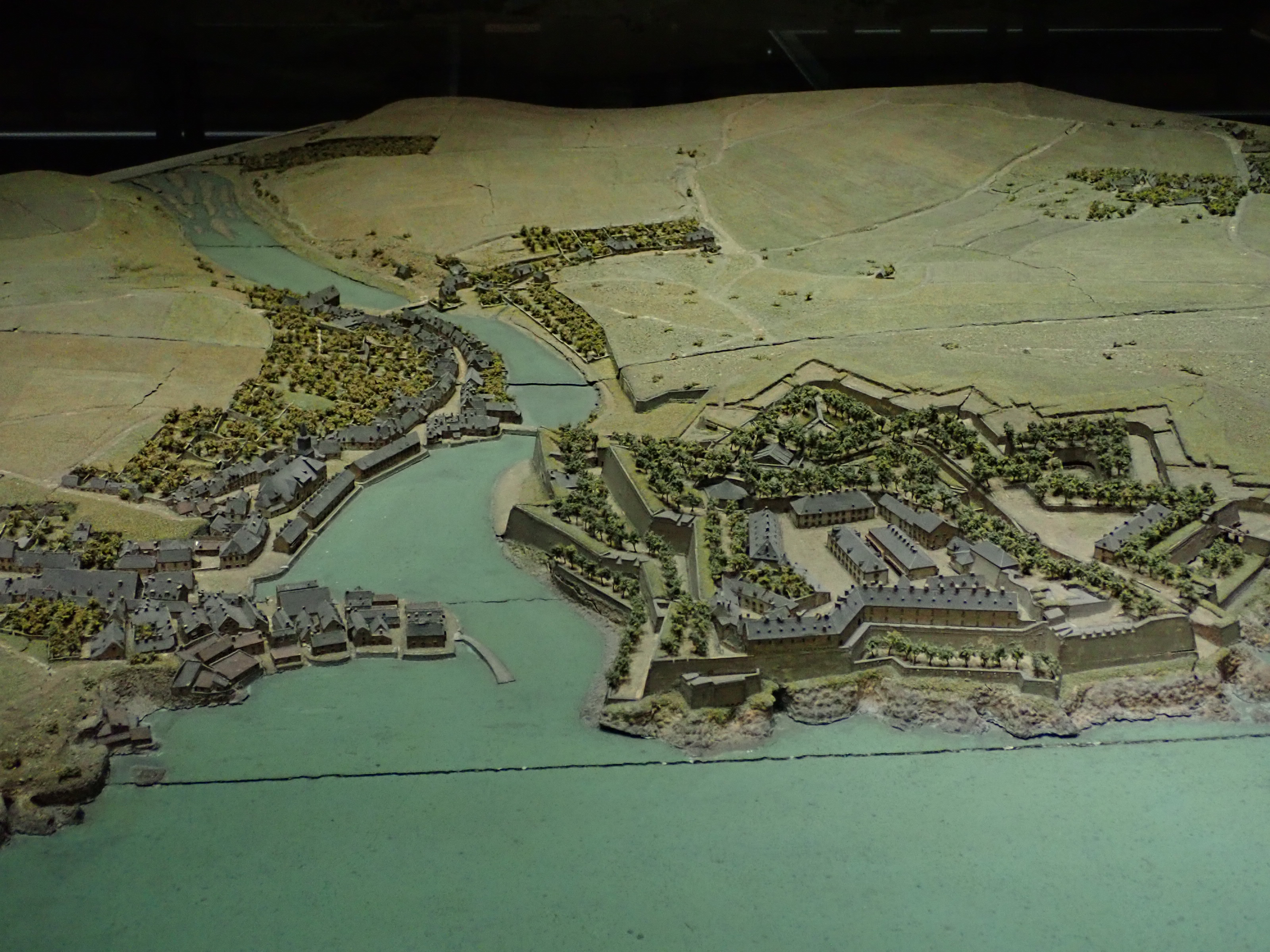
Die Zitadelle von Le Palais, Musée des Plans-Reliefs, Paris

### Die Place forte Vaubans (ab 1680)
Die Insel und die Festung gingen mit Fouquets Sturz in den Besitz des Königs über, der sie nacheinander von der Compagnie des Indes, den Fermiers généraux und schließlich von den bretonischen Ständen verwalten ließ, sie aber auch Sébastien Le Preste de Vauban anvertraute. Im März 1683 landete Vauban, Commissaire général des fortifications das erste Mal auf Belle-Île – er verfügte da schon über einen 1680 erstellten (wenn auch leicht fehlerhaften) Plan der Zitadelle – und entdeckte die Vor- und vor allem die Nachteile dieses Ortes schon bei der Überfahrt. Da er aus der Zitadelle „einen der besten Plätze des Königreichs“ machen wollte, integrierte er sie in eine komplette Inselverteidigung, die er bereits 1680 grob geplant hatte und nun konkretisierte, als er die Insel zu Fuß, zu Pferd und mit dem Ruderboot umrundete: Wachtürme, Küstenbatterien, Strandbarrieren und Verschanzungen, Redouten, eine Stadtmauer, die gesamte Technik des Verteidigungsbaus sollte angewandt werden, 19 mögliche Landeplätze und kleine Häfen wurden ermittelt, die vorrangig befestigt werden sollten, darunter vor allem die Strände von Bordardoué und Samzun (heute Grands Sables genannt) östlich von Le Palais: die Befestigungen und Verschanzungen an diesen beiden Stellen wurden Mitte des 18. Jahrhunderts realisiert. In der Zitadelle selbst wurde das sogenannte Donjon-Tor mit Klappzugbrücke (1698) gebaut, das das alte Tor (von 1683–1685) ersetzte, das als unansehnlich empfunden wurde; im 18. Jahrhundert wurden die Arbeiten zur Fertigstellung der Zitadelle mit dem Bau des Grand Quartier auf der seeseitigen Mauer fortgesetzt.
Da Vaubans Empfehlungen nicht beachtet wurden, konnten die Engländer am 11. Juni 1761, gegen Ende des Siebenjährigen Krieges (1756–1763), die Zitadelle, die durch das Fehlen einer Stadtmauer verwundbar geblieben war, nach einmonatiger Belagerung erobern. Generalmajor Studholme Hodgson (1708–1798) nutzte die von Vauban bereits 1683 beschriebene Schwachstelle der Zitadelle aus, die Hafenfront. Die zum vorgeschobenen Marinestützpunkt gewordene Insel diente der englischen Flotte zwei Jahre lang dazu, die Kommunikation zwischen den französischen Arsenalen zu stören. Schließlich wurde Belle-Île im Vertrag von Paris vom 10. Februar 1763 zurückgegeben, der Abzug erfolgte am 11. April 1763. Die beschädigte und teilweise niedergebrannte Zitadelle musste wiederaufgebaut werden.

### 19. Jahrhundert
Die Stadtmauer von Le Palais, die Vauban 1683 zum Schutz der Zitadelle von Belle-Île und des Hafens entworfen hatte, wurde erst ab 1803 nach vielen Verzögerungen auf Befehl von Napoleon gebaut. Das Projekt von Marescot (Generalinspekteur des Ingenieurwesens), das während des Ersten Kaiserreichs begonnen wurde, umfasste drei kasemattierte Forts, die sich gegenseitig flankierten, Kasernen, zwei Reduits, Glacis, Wehrgänge, Gräben, eine Galerie mit Schießscharten (1803–1814) und die Porte de Bangor (1803–1808). Bald fehlte es allerdings an Geld und die Arbeiten zogen sich in die Länge, als Frankreich sich wieder im Krieg mit England befand. Die Porte de Locmaria (1850; 1866) und die Porte Vauban (1864) wurden gebaut, die Kurtinen (1862–1866) und das Bauwerk Beau-Soleil (1866–1870), die Stadtmauer selbst wurde 1870 fertig. Andererseits wurden die vervollständigten Befestigungsanlagen durch die Entwicklung der Artillerie schnell unwirksam.
1840, unter der Herrschaft von Louis-Philippe I., war die Frage der Küstenverteidigung erneut aufgekommen, als die Spannungen zwischen England und Frankreich nach der Orientkrise wieder zunahmen. Die Zahl der zu verteidigenden Punkte sollte reduziert, die aus dem 18. und dem späten 17. Jahrhundert stammenden Küstenbatterien stillgelegt werden. Folglich wurde zwischen 1858 und 1862 die Küste der Belle-Île mit zahlreichen verkleinerten Küstenbatterien des Modells „1846“ bebaut. Die repräsentativsten sind Port-Larron, La Ferrière (abgerissen), Kerdonis, Port-An-Dro, Pointe des Poulains (heute Fort Sarah Bernhardt genannt, im Nordwesten) und die Anlage an der Pointe de Taillefer (nördlich von Le Palais).
In der Nacht vom 24. auf den 25. März 1873 stürzte eine Steilwand in der Nähe der Brücke der Zitadelle auf einer Länge von 47 Metern ein. Diese Mauer war von Nicolas Fouquet errichtet worden, als er die Festungsanlagen erneuern ließ. Die Ursachen für den Einsturz waren Risse, die einige Jahre zuvor aufgetreten waren, und Fels, der unter dem Gewicht der Mauer zu zerbröckeln schien.

### Die Zitadelle als Kaserne und Gefängnis
Bereits im 17. Jahrhundert diente die Zitadelle von Le Palais als Gefängnis, z. B. für die zwölf Komplizen von La Voisin, die in der Giftaffäre (1675–1682) kompromittiert wurde, sowie Ende des 18. Jahrhunderts für den Sohn des haitianischen Politikers Toussaint Louverture (1743–1803).
Während der Zweiten Republik wurde die Zitadelle von Le Palais durch ein Dekret vom 23. und 30. Juli 1850 den zu einer Haftstrafe Verurteilten und den zur Deportation Verurteilten für Verbrechen zugewiesen, die vor der Verkündung des Gesetzes vom 8. Juni 1850 zur Deportation begangen wurden.
Der Ouvrier Albert (Alexandre Martin) war hier vier Jahre lang inhaftiert, bevor er nach Tours verlegt (und weitere fünf Jahre später, 1859, amnestiert) wurde, ebenso waren republikanische Anführer wie Armand Barbès (bis Oktober 1854) und Auguste Blanqui hier untergebracht. Einige Jahre später, nach der Pariser Kommune, beherbergte das Gelände fast 3000 ehemalige Aufständische.

### Die Strafkolonie für Kinder und Jugendliche
Die Amnestien der folgenden Jahre leerten die Gebäude, so dass sie zur Verfügung standen, als am 29. Mai 1880 per Dekret eine landwirtschaftliche und maritime Strafkolonie gegründet wurde: die Établissements pénitentiaires de Belle-Île-en-Mer wurden auf dem Gelände der Zitadelle eingerichtet, aber auch auf dem einige Kilometer entfernten Bauernhof Bruté-Souverain, der über alte Wirtschaftsgebäude und später über zwei neue Pavillons verfügte, die 1906 und 1910 errichtet wurden.
Auf Belle-Île waren mehr als 320 Insassen inhaftiert, Jugendliche im Alter von 13 bis 16 Jahren, manchmal 21, dem Alter, in dem sie volljährig werden, und die wegen Diebstahl, Landstreicherei oder einfach schlechtem Benehmen zu Strafen zwischen sechs Monaten und zwei Jahren verurteilt worden waren. Die Strafkolonien waren berufsorientiert: Man brachte den Jugendlichen einen Beruf bei, mit dem Ziel, die Kolonie autark zu machen, damit sie den Staat kein Geld kosteten, und sie nach Ablauf ihrer Strafe zu „vermitteln“.
Das Leben in der Strafkolonie war hart und die Behandlung der Kinder durch die Aufseher repressiv; es gab kaum Essen, Gewalt und Misshandlungen waren an der Tagesordnung. 1924 besuchte Louis Roubaud, ein Journalist der Zeitung Le Quotidien de Paris, die Kolonie und prangerte in einer Reportage mit dem Titel Les Enfants de Caïn (Kainskinder) an, was er dort sah: « Ces écoles professionnelles », schrieb er, « sont tout simplement l’école du bagne, il faut raser les murs de toutes ces institutions, c’est la seule réponse. » - „Diese Berufsschulen sind ganz einfach die Schule des Zuchthauses, man muss die Mauern all dieser Einrichtungen niederreißen, das ist die einzige Antwort.“

### Die Revolte von 1934
An einem Abend im August 1934 führten die Zustände zu einem Aufstand, der Révolte des enfants du bagne de Belle-Île, nachdem ein Insasse verbotenerweise vom Käse probierte, bevor er seine Suppe gegessen hatte. Die Aufseher stürzten sich auf ihn und verprügelten ihn – die Kinder rebellierten in großer Zahl, das Personal war überfordert: 56 Insassen brachen aus und verteilten sich auf der Insel, von der sie nicht fliehen konnten. Es wurde eine Treibjagd organisiert, Inselbewohner und Touristen (es war Sommer und die Insel war gut besucht) werden einbezogen, für jedes gefundene Kind wurden 20 Francs geboten, und viele Menschen beteiligten sich an dieser „Kinderjagd“. Ein Kind nach dem anderen wurde in sein Gefängnis gebracht, wo es eine harte Bestrafung erwartete.
Diese Episode empörte einige Beobachter, darunter den Dichter Jacques Prévert, dessen Gedicht Chasse à l’enfant aus dem gleichen Jahr ein großes Echo erzeugte. Auszug:
"Bandit ! Voyou ! Voleur ! Chenapan ! / Maintenant il s’est sauvé, / et comme une bête traquée, / il galope dans la nuit, / et tous galopèrent après lui. / Les gendarmes les touristes / les rentiers les artistes. / Bandit ! Voyou ! Voleur ! Chenapan ! / C’est la meute des honnêtes gens, / qui fait la chasse à l’enfant."
"Bandit! Ganove! Dieb! Strolch! / Jetzt ist er weggelaufen, / und wie ein gejagtes Tier, / galoppiert er durch die Nacht, / und alle galoppieren ihm hinterher. / Die Gendarmen die Touristen / die Rentner die Künstler. / Bandit! Ganove! Dieb! Strolch! / Das ist die Meute der ehrlichen Leute, / die Jagd auf das Kind macht".
Eine landesweite Kampagne gegen die damals so genannten „Kinderzuchthäuser“ brach los, es gab Petitionen und Demonstrationen, die von der Presse unterstützt wurden, insbesondere von einem Journalisten der Zeitung Paris-Soir, Alexis Danan, der versuchte, auf die Lebensbedingungen und Praktiken in diesen Einrichtungen, in denen jugendliche Straftäter eingesperrt wurden, aufmerksam zu machen.
Aber bevor Reformen auf den Weg gebracht und Ergebnisse erzielt werden konnten, brach der Zweite Weltkrieg aus. Bereits während des Ersten Weltkriegs war die Zitadelle auch ein Gefängnis für deutsche Offiziere gewesen, später, am 1. Mai 1933 war die militärische Nutzung der Zitadelle endgültig beendet worden. Die Besetzung von 1940 bis 1944 betraf auch Belle-Île und die Zitadelle, in der nun dieselben Zellen wie im Ersten Weltkrieg genutzt wurden, um englische, französische und sogar einheimische Gefangene einzusperren.

### La Fleur de l'âge
Inspiriert von der Geschichte des Aufstands der Kinder in der Strafkolonie Belle-Île sollte 1947 unter der Regie des legendären Duos Jacques Prévert und Marcel Carné der Film La Fleur de l’âge gedreht werden. Doch zahlreiche Zwischenfälle ließen das Projekt während der Dreharbeiten scheitern, die bereits abgedrehten Teile gingen verloren, so dass es heute nur noch einige Fotos erhalten geblieben sind.

### Ab 1945
Nach der Befreiung nahm Belle-Île Minderjährige auf, die der Milice française oder der Division Charlemagne angehört hatten. Die Reform der Jugendgerichtsbarkeit im Jahr 1945 sorgte dann dafür, dass die „Kinderzuchthäuser“ verschwanden. Es wurde eine spezielle Justiz für Kinder eingeführt, die eher erzieherisch als repressiv sein sollte, und die Einrichtungen für Kinder waren nicht mehr dem Strafvollzug unterstellt. Es wurden sechs öffentliche Erziehungsanstalten (Institutions publiques d'éducation surveillée - IPES) geschaffen, eine davon auf Belle-Île, die schließlich 1977 als „Maison d'éducation surveillée“ (Haus der überwachten Erziehung) endgültig geschlossen wurde.
1954 wurde die Festung der Direction de l'Immobilier de l'État (genannt Domaines) übergeben, die ihren Verkauf beschloss. Am 12. August 1960 ging die Zitadelle an André und Anna Larquetoux über, die in den nächsten Jahrzehnten eine vollständige Restaurierung vornahmen und ein Museum einrichteten.
Am 9. März 1994 wurde die Mauer von Haute-Boulogne als historisches Monument klassifiziert; am 22. Juni 2007 wurde der Denkmalschutz auf die gesamt Anlage ausgedehnt. Diese Zitadelle wurden allerdings nicht zusammen mit dem Réseau des sites majeurs de Vauban in die Liste des UNESCO-Weltkulturerbes aufgenommen.
2001 wurde die Zitadelle an Les Hôtels Particuliers der Groupe Savry verkauft, die unter Beibehaltung des Museums ein Hotel eröffnete. 2020 wurde die Zitadelle für 20 Millionen Euro an Keys Asset Management verkauft, die sie an die Hotelgruppe Paris Society weitergab, die die Immobilie im Herbst 2021 wegen Renovierungsarbeiten schloss. Im Februar 2024 wurde der Eigentümer von Paris Society wegen Korruption verurteilt. Im August 2024 wurde über eine Kaufzusage (Promesse d’achat) in Höhe von 13 Millionen Euro durch Accor berichtet.

## Beschreibung
Die Zitadelle befindet sich rechts von der Hafeneinfahrt, gegenüber der Gemeinde Palais. Sie bildet ein großes, unregelmäßiges Quadrat, dem regelmäßig Bastionen hinzugefügt wurden, die ihr die Form eines Sterns verliehen haben. Sie wurde aus Granit gebaut.
Die Zitadelle umfasst militärische Gebäude für 2000 Mann, ein Zeughaus, zwei Zisternen, einen oberirdischen und einen unterirdischen Brunnen, zwei Pulvermagazine und gewölbte Unterstände, die die Garnison und den Großteil des Nachschubs aufnehmen können. Diese reicht für 1500 Mann, kann aber auf bis zu 3000 Mann erhöht werden.
Das Arsenal wurde 1780 nach der englischen Besatzung aus Granit und Eichenholz errichtet, um das gesamte Rüstungsmaterial der Insel aufzunehmen. Heute ist es ein riesiges dreistöckiges Monument mit fünfhundert Kubikmetern und eignet sich für Ausstellungen.